# Јапанско царство
Јапанско царство (јап. 大日本帝國 [Dai Nippon Teikoku — Дај Нипон Тејкоку], дословно „Велико Јапанско царство“) била је јапанска држава између 1868. када је цар Муцухито ступио на престо и 1945. када је цар Хирохито потписао капитулацију у Другом свјетском рату. За време Муцихита укинут је јапански феудални систем, почео је брзи привредни развој Јапана, окончана је територијална раздељеност земље и извршена је управно-територијална реформа и модернизација војске. 
Јапанска брза индустријализација и милитаризација под слоганом Фукоку Кјохеј (富國強兵, „Обогатите земљу, ојачајте оружане снаге”) и Шокусан Когио Kōgyō (殖産興業, „Промовишите индустрију”) довела је до његове појаве као светске силе и успостављања колонијалног царства након Првог кинеско-јапанског рата, Боксерске побуне, Руско-јапанског рата и Првог светског рата. Јапан је добио Тајван и пола Сахалина, а касније је припојио и Кореју (1910). 
Економска и политичка превирања 1920-их довела су до успона милитаризма, што је резултирало инвазијом Манџурије и Другог кинеско-јапанског рата (1937). То је на крају кулминирало чланством Јапана у Силама осовине и освајањем великог дела Азијског Пацифика током Другог светског рата. Почетком Другог светског рата, 1940, Јапан склапа Тројни пакт с Њемачком и Италијом (Силе Осовине), те осваја велики део источне Азије и Тихог океана. Упркос војном успјеху током прве половине пацифичког рата, Јапанско царство је ипак доживело пораз. Бомбардовање јапанских градова Хирошиме и Нагасакија је резултовало потписивањем јапанске капитулације 2. септембра 1945, чиме је завршен Други светски рат.

## Залеђина
Након су два века, политика искључења, или sакоку, под шогунима Едо периода су окончана када је земља била присиљена да тргује под Конвенцијом Канагаве из 1854. године. Тако је започела ера позната као Бакумацу период.
Наредних година је дошло до повећања спољне трговине и интеракција; потписани су комерцијални уговори између Токугавског шогуната и Западних земаља. У великој мери због понижавајућих услова ових Неправедних споразума, шогунат се убрзо суочио са унутрашњим непријатељством, које се материјализовало у радикалан, ксенофобични покрет, Соно џои (дословно „Поштујте цара, протерајте варваре”).
У марту 1863. цар је издао „наредбу да се протерају варвари”. Иако шогунат није имао намеру да спроводи наредбу, то је ипак инспирисало нападе на сам шогунат и на странце у Јапану. У инцидент у Намамугију из 1862. године група самураја из Сацуме је убила Енглеза Чарлса Ленокса Ричардсона. Британци су тражили одштету, али су одбијени. Док је покушавала да изнуди плаћање, на Краљевску морнарицу је пуцано из обалских батерија у близини града Кагошиме. Они су одговорили бомбардовањем луке Кагошима 1863. године. Токугавска влада је пристала да плати одштету за Ричардсонову смрт. Гранатирање страних бродова у Шимоносеки и напади на страну имовину довели су до бомбардовања Шимоносекија од стране мултинационалних снага 1864. године. Клан Чошу такође је покренуо неуспели државни удар познат као Кинмонски инцидент. Сатчо алијанса је основана 1866. године како би објединили њихови напори на свргавању бакуфа Токугаве. Почетком 1867. цар Комеј је умро од малих богиња и заменио га је син, престолонаследник Муцухито (Меиџи).
Дана 9. новембра 1867. Токугава Јошинобу је поднео оставку на своју позицију и царска овлашћења, пристајући да „буде инструмент за извршавање” царских наредби. Тогугавски шогунат је окончан. Међутим, док је Јошинобуова оставка створила номиналну празнину на највишем нивоу власти, његов државни апарат је и даље постојао. Штавише, шогунска влада, посебно породице Токугава, остала је проминентна сила у еволуирајућем политичком поретку и задржала је многе извршне моћи, што су тврдокорни припадници Сацуме и Чошуа сматрали неприхватљивим.